# Починки (календарь)
Починки — день в народном календаре славян, приходящийся на 3 (16) февраля, следующий после Сретения день. У южных славян первые три дня февраля (Трифонов день, Сретенье, Починки) считались рубежом между зимой и весной.

## Другие названия праздника
рус. День Семёна и Анны, Семён и Анна — расчинай починки, Расчинай починки, День святого Симеона, Власий, Симеон, Семён и Анна — Расчинай Починки, Семён с Анной сбрую починяют; бел. Сымон, Ганна, Мікола, Раман, Адрыян, Аўлас, болг. Вълкодрей.

## Традиции
В старину с первыми лучами солнца вставали на Починки крестьяне и принимались за работу. Роли всех членов семьи во время этого праздника были расписаны заранее, и каждый принимался за вверенное ему дело. Ремонт сбруй и прочей конской упряжи доставался старикам (была присказка: в Починки дед встает чуть свет — чинит сбрую летнюю да соху столетнюю).
На обед в Починки обычно готовили кашу, заправленную поджаренным салом — саламату.

## Поговорки и приметы
- Починки — по сохе поминки[4].
- В починки дед встаёт чуть свет — чинит сбрую летнюю, да борону столетнюю[4].
- С Семёна и Анны до Власия семь крутых утренников: три до Власия да три после Власия и один на Власия[10].
- Полагают, что на Власия домовой заезжает лошадей.
- Чтобы избавиться от домового, привязывают к лошади кнут, рукавицы и онучи.
- Приехала саломата на двор — разчинай Починки[11].